# Associatie Universiteit & Hogescholen Antwerpen
De Associatie Universiteit & Hogescholen Antwerpen (AUHA) is de associatie die in 2003 werd opgericht rond de Universiteit Antwerpen.
Naast deze universiteit zitten vier hogescholen uit Antwerpen in deze associatie: de Karel de Grote-Hogeschool, de AP Hogeschool Antwerpen en de Antwerp Maritime Academy. 
De voorzitter van de AUHA is sinds 1 oktober 2021 Jan van den Nieuwenhuijzen.

## Bestuur
| Periode      | Voorzitter                 |
| ------------ | -------------------------- |
| - 2010       | Walter Nonneman            |
| 2010 - 2013  | Alain Verschoren           |
| 2013 - 2021  | Robert Voorhamme           |
| 2021 - heden | Jan van den Nieuwenhuijzen |